# Arroyofresno metróállomás
Arroyofresno vagy Arroyo del Fresno egy használaton kívüli metróállomás a madridi metró 7-es vonalán. Bár már 1999-ben elkészült, nem nyitották meg a forgalom előtt, azzal az indokkal, hogy nagyon kevesen élnek, illetve kevés épület található az állomás térségében.
2019-ben tervbe vették a megnyitását.

## Története
Az állomás akkor létesült, amikor egy hat megállónyi szakasszal meghosszabbították a 7-es metróvonalat, Valdezarzától Pitisig. A vonalhosszabbítás költsége akkori árakon 25 milliárd pezeta (150 millió euró) volt és 1999-ra fejeződött be, átadására két hónappal az azévi regionális választások előtt került sor.
Ezt az állomást azonban sem akkor, sem azóta nem nyitották meg a forgalom előtt, környéke azóta is elhanyagolt.

## Jövő
Cristina Cifuentes spanyol politikus 2015-ben azt nyilatkozta, hogy 2019-re tervezik az állomás megnyitását.

## Fordítás
Ez a szócikk részben vagy egészben  az   Arroyo del Fresno (Madrid Metro) című angol Wikipédia-szócikk fordításán alapul.  Az eredeti cikk szerkesztőit annak laptörténete sorolja fel. Ez a jelzés csupán a megfogalmazás eredetét és a szerzői jogokat jelzi, nem szolgál a cikkben szereplő információk forrásmegjelöléseként.